# هنري كيسلر (لاعب كرة قدم)
هنري كيسلر (بالإنجليزية: Henry Kessler)‏ هو لاعب كرة قدم أمريكي في مركز الدفاع، ولد في 25 يونيو 1998 في نيويورك في الولايات المتحدة. لعب مع نيو إنغلاند ريفولوشن.

## وصلات خارجية
- هنري كيسلر (لاعب كرة قدم) على موقع الدوري الأمريكي (الإنجليزية)
- هنري كيسلر (لاعب كرة قدم) على موقع قاعدة بيانات كرة القدم.إي يو (الإنجليزية)
- هنري كيسلر (لاعب كرة قدم) على موقع ناشيونال فوتبول تيمز (الإنجليزية)
- هنري كيسلر (لاعب كرة قدم) على موقع Soccerway.com (الإنجليزية)
- هنري كيسلر (لاعب كرة قدم) على موقع عالم كرة القدم.نت (الإنجليزية)